# Martin Ahrends
Martin Ahrends (* 20. März 1951 in West-Berlin als Ernst-Martin Hansen, ab 1957 Ernst-Martin Schmahl, nach Heirat 1981 Ahrends) ist ein deutscher Schriftsteller und Redakteur.
Er ist Mitglied in der internationalen Schriftstellervereinigung PEN.

## Leben
Martin Ahrends wurde 1951 im Berliner Bezirk Zehlendorf geboren. Sein Vater war der erfolgreiche, im Ostsektor der Stadt tätige Geiger Gustav Schmahl. Die Familie siedelte  1957 in die DDR in das benachbarte Kleinmachnow über. Ahrends machte 1970 sein Abitur in Potsdam. Danach studierte er Musik, Philosophie und Schauspielregie in Ost-Berlin.
Bis 1977 war er Redakteur bei der Monatszeitschrift Musik und Gesellschaft und bis 1979 wissenschaftlicher Mitarbeiter an der Komischen Oper Berlin. Aufgrund seiner Einstellung zur Solidarność-Bewegung in Polen erhielt Ahrends 1981 ein Arbeitsverbot, woraufhin er 1982 einen Ausreiseantrag stellte. Nach zweijähriger Tätigkeit als Aushilfsarbeiter bei der evangelischen Kirche und privaten Handwerksbetrieben konnte Ahrends 1984 in die Bundesrepublik ausreisen.
Von 1986 bis 1994 arbeitete er als Redakteur und Publizist bei der ZEIT in Hamburg.
Martin Ahrends hat acht Kinder und lebt seit 2016 als freier Autor in Werder.

## Schriften
- als Herausgeber: Trabbi, Telespargel und Tränenpavillon. Das Wörterbuch der DDR-Sprache (= Heyne-Bücher. 1, Heyne-Report. Nr. 6754). Heyne, München 1986, ISBN 3-453-02357-9 (Später als: Allseitig gefestigt. Stichwörter zum Sprachgebrauch der DDR (= dtv 11126 dtv-Sachbuch). Vom Autor überarbeitete und aktualisierte Ausgabe, 1. Auflage. Deutscher Taschenbuch-Verlag, München 1989, ISBN 3-423-11126-7).
- als Herausgeber: Das große Geld. Spielsucht: Fallbeispiele – Symptome – Therapie (= Heyne-Bücher. 10, Heyne-Report. Nr. 40).  Heyne, München 1988, ISBN 3-453-00638-0.
- als Herausgeber: Mein Leben, Teil zwei. (Ehemalige DDR-Bürger in der Bundesrepublik). Kiepenheuer & Witsch, Köln 1989, ISBN 3-462-01991-0(Interviews mit ehemaligen DDR-Bürgern in der Bundesrepublik).
- Klirrende Wörter. Kleiner Sprachführer in ein dahingehendes Deutsch. Zweitausendeins u. a., Frankfurt am Main u. a. 1990.
- Ihr verbrauchten Verbraucher! Von der diskreten Hässlichkeit der Westdeutschen. Wallstein-Verlag, Göttingen 1991, ISBN 3-89244-028-X.
- Der König, die Hexe und das Mädchen. Ein modernes Märchen. Witte, Kakenstorf 1991, ISBN 3-928797-00-X.
- Der märkische Radfahrer. Roman. Kiepenheuer & Witsch, Köln 1992, ISBN 3-462-02226-1.
- Mann mit Grübchen. In: Der märkische Radfahrer. Zwei kleine Romane (= Aufbau-Taschenbücher. 1073). Aufbau-Taschenbuch-Verlag, Berlin 1995, ISBN 3-7466-1073-7.
- Zwischenland. Autobiografisches Essay. Fotos von Roger Melis und Bernd Blumrich. Märkischer Verlag, Wilhelmshorst 1997, ISBN 3-931329-00-3.
- Verlorenwasser (= Göttinger Sudelblätter). Wallstein-Verlag, Göttingen 2000, ISBN 3-89244-402-1 (Erzählung).
- Damals im Café Heider: die Potsdamer Szene in den 70er und 80er Jahren. 1. Auflage, Verlag Schwarzdruck, Potsdam, 2006; 1. Taschenbuchausgabe, bearbeitete Fassung, epubli Berlin, 2018, ISBN 978-3-7485-0202-9.
- Ich sehe eine Krähe. Satiren aus der ostdeutschen Provinz. Kulturmaschinen, Berlin 2013, ISBN 978-3-943977-11-0.
- als Herausgeber: Verführung, Kontrolle, Verrat – das MfS und die Familie. Zeitzeugen berichten (= Schriftenreihe der Beauftragten des Landes Brandenburg zur Aufarbeitung der Folgen der Kommunistischen Diktatur. Bd. 6). Metropol, Berlin 2015, ISBN 978-3-86331-245-9.

Hörspiel
- Szenen aus dem Grenzgebiet. Musik: Mark Scheibe. Regie: Christiane Ohaus, Sprecher: Katrin Klein, Werner Wölbern, Susanne Schrader, Fritz Fenne, 76 min., Radio Bremen/Süddeutscher Rundfunk 2001.

## Preise und Stipendien
- Hamburger Förderpreis für Literatur 1991
- Stipendien Künstlerhaus Schloss Wiepersdorf 1992 und 1995
- Stipendien der Stiftung Kulturfonds Berlin 1993, 1997, 2001
- Preis „Das neue Buch in Niedersachsen“ 1995
- Essay-Stipendium der Stiftung Niedersachsen 1995
- Arbeitsstipendium des Landes Brandenburg 1995, 1999, 2001
- Stipendium des Deutschen Literaturfonds 1995/1996
- Autorenstipendium für Kinder- und Jugendliteratur der Stiftung Preußische Seehandlung Berlin 1998
- Alfred-Döblin-Stipendium 2006
- Stipendium Künstlerhaus Willisau (Schweiz) 2008
- Literaturpreis Villach (Österreich) 2011
- Stipendium Villa Decius Krakau 2016
- Rheinsberger Stadtschreiber 2019